# Katholiek Apostolische Kerk
Die Katholiek Apostolische Kerk (dt.: Katholisch-Apostolische Kirche) ist eine kleine christliche, nicht mehr chiliastisch ausgerichtete Religionsgemeinschaft. Sie gehört zu den apostolischen Gemeinschaften und ist hauptsächlich in den Niederlanden verbreitet. Die Katholiek Apostolische Kirche entstand im Jahr 1971 aus der Hersteld Apostolische Zendingkerk.

## Geschichte
Die Katholiek Apostolische Kerk ist 1971 aus der Hersteld Apostolische Zendingskerk (HAZK) hervorgegangen.
Sie gehört zu den apostolischen Gemeinschaften und sieht sich als legitime Nachfolgerin der katholisch-apostolischen Gemeinden.

### Ursachen der Entstehung
Im März 1968 wurden in der HAZK drei neue Apostel gerufen, die Zahl der Apostel erweiterte sich dadurch von vier auf sieben. Unter den drei Neuberufenen war auch Jacob van der Poorten, welcher kurz zuvor für England (sog. Stamm Ruben) berufen worden war. Dies stellte ein Novum in der Geschichte der HAZK dar, denn bisher beschränkte sich der Wirkungskreis dieser Gemeinschaft auf die Niederlande, Australien, Deutschland, Österreich und Südafrika. 
Jacob van der Poorten (18. Oktober 1928 – 14. Oktober 2007) stammte aus der Amsterdamer Gemeinde und bekam angeblich einige Monate später auch die Gabe der Weissagung. Ferner war er, wie mehrere Apostel der HAZK (A.J. Korff und L.J. Korff), an der Kirchengeschichte der katholisch-apostolischen Gemeinden interessiert. Schon Ende der 1950er und Anfang der 1960er Jahre war er öfters in England gewesen und hatte sich dort umfangreiche katholisch-apostolischen Literatur verschafft, war aber damals mit Teilen der britischen Liturgie nicht einverstanden.
Apostel van der Poorten durchbrach nach der Meinung einiger Propheten jedoch nach seiner Berufung zum Apostel schon bald das (unbiblische) Prinzip von "Recht und Licht", nach dem der Apostel das "Recht" ist, der Prophet das "Licht" - wonach der Prophet zwar Erkenntnisse und Prophetien geben durfte, die Apostel auf Grund der heiligen Schrift jedoch nur über die Rechtmäßigkeit zu entscheiden hatten. Ihrer Meinung nach war es keinem Apostel erlaubt zu weissagen. Van der Poorten hat aber mit Ossebaar abgesprochen, dass er sich zurückziehen sollte, wenn auch Ossebaar die apostolische Weissagungen ablehnen sollte.
In Weissagung wurden Ämter wie 'Engel', 'Engel-Evangelisten', 'Hirte mit dem Apostel' gerufen - Ämter, die die Mutterkirche der katholisch-apostolischen Gemeinden kannte, jedoch teilweise aus der Hersteld Apostolische Zendingkerk verschwunden waren. Ferner rief Van der Poorten prophetisch zur Buße in der HAZK auf, welche einschloss, dass die HAZK zu ursprünglichen apostolischen Ordnungen zurückzukehren habe. Teile der HAZK forderten eine Maßregelung dieser Handlungen van der Poortens durch den Apostel Ossebaar, dieser blieb jedoch untätig, weil er und fast das ganze Apostolat die apostolische Weissagung akzeptierten. Daraufhin trennte sich am Ende 1969 ein Teil der Gemeinschaft (ohne Apostel!) und gründete die Hersteld Apostolische Zendingkerk II.
1970 rief Apostel van der Poorten die Amtsträger der HAZK mündlich und schriftlich auf, ihre Ämter dem Herrn zurückzugeben und mit ihm „im Geiste zum Altar der englischen Apostel zu gehen und Vergebung für die Sünden von Schwarz und Geyer (die Spaltung von 1863) zu erbitten“. Ein bedeutender Teil der Amtsträger erklärte sich dazu bereit, sie blieben aber noch auf ihrer Stelle, um die Gemeindeglieder zu versorgen.

### Gründung
Karfreitag 1971 legte Van der Poorten sein Amt nieder. Ferner „vereinigte er sich im Geist wieder mit den britischen Aposteln“, wobei er wiederholt zum Ausdruck brachte, dass er das Schisma von 1863 als große Sünde verwarf. Ostern 1971 wurde Van der Poorten dann durch eine prophetische Rede einer der Propheten wieder in seinem Amt bestätigt. Ossebaar schloss daraufhin Van der Poorten, den Engel von Amsterdam, und u. a. fünf andere Apostel aus der HAZK aus. Ferner wurde ihnen der Zugang zur Kirche verweigert und ihr Gehalt gestrichen. Die Mehrheit der Mitglieder der Gemeinde Amsterdam folgte sie. Nach und nach wurden auch andere ausgeschlossene Amtsträger dann wieder in ihren Ämtern bestätigt. Als Ossebaar dann am Ende 1971 auf Befehl der Arheimer Propheten auch noch das heilige Abendmahl abschaffte, besuchte der Engel der Gemeinde Enkhuizen Ossebaar, meldete ihm, dass er diese unbiblischer Entschluss nicht gehorsamen könnte und bat dreimal um Aufhebung der Gehorsamband. Ossebaar sagte, dass er tun sollte, was er für richtig meine. So legten dann alle Diener dieser Gemeinde auch ihre Ämter nieder und suchten im Frühling 1972 Anschluss zum 'alten Altar'.
Im Laufe der nächsten Jahre führte man allmählich die katholisch-apostolische Liturgie wieder ein, verwendete wieder liturgische Gewänder und nahm viele liturgischen Gebräuche und die kirchlichen Lehren der katholisch-apostolischen Gemeinden wieder auf. konsequenterweise nennt man sich deshalb auch wieder "katholiek-apostolisch" (katholisch-apostolisch).
Nach eigenem Selbstverständnis ist man die wahre Fortsetzung der katholisch-apostolischen Gemeinde.

### Heutige Situation
War man in den 1970er Jahren noch deutlich die mitgliederstärkste Gruppe der drei aus der ursprünglichen HAZK hervorgegangenen Gemeinschaften, entwickelten sich ab Ende der 1980er Jahre interne Streitigkeiten, die dazu führten, dass sich die Gruppe zersplitterte.
Es bestehen u. a. Gemeinden in Amsterdam und Enkhuizen.